# أوزوالد ريد
أوزوالد ريد (بالإنجليزية: Oswald Austin Reid)‏ هو عسكري جنوب أفريقي، ولد في 2 نوفمبر 1893 في جوهانسبرغ في جنوب أفريقيا، وتوفي بنفس المكان في 27 أكتوبر 1920.